# 夏威夷蝸牛
夏威夷蝸牛是一類色彩鮮艷的蝸牛，屬於小瑪瑙螺屬。牠們分佈在夏威夷，除了9個現生種以外，其餘物種均已滅絕；所有現生種亦屬瀕危物種。
夏威夷蝸牛的數量曾經很豐富。在夏威夷的傳說及歌曲中都有提及牠們，牠們的殼可以用來製成發光花環或其他裝飾品。牠們的殼大都是左旋的，而其他腹足綱的殼很多時都是右旋的。

## 殼的特徵
夏威夷蝸牛的殼有可同的顏色、款式及形狀，但一般都長2厘米。牠們的殼表面平滑及有光澤，可以呈長形或卵形，顏色包括黃色、橙色、紅色、褐色、綠色、灰色、黑色及白色。

## 食性
夏威夷蝸牛是夜間活動，主要吃葉子上生長的真菌。雖然有時會在入侵的植物上見到牠們，但長在這些植物上的真菌是否有害則不明。

## 繁殖
成年的夏威夷蝸牛是雌雄同體的，可以有很多年的壽命。牠們是胎生動物，會產下蝸牛，而非產卵。

## 分佈及棲息地
約有40種的夏威夷蝸牛分佈在夏威夷的歐胡島內。牠們棲息在樹上。現時只有在高於海拔400米山區的森林及叢林中見到牠們。

## 保育狀況
所有40種夏威夷蝸牛都在美國列為瀕危物種。世界自然保護聯盟將一些夏威夷蝸牛列為滅絕，而其他的則為極危。
由於夏威夷蝸牛的生長率及成熟期很低，牠們易受到不同的威脅，包括人類採集、其他動物的掠食或影響。
對夏威夷蝸牛最大的威脅是掠食牠們的玫瑰蝸牛及大家鼠，與及失去棲息地（棲息地破壞）等。
2019年1月9日, 已知世上最後一隻金頂夏威夷樹蝸「孤獨喬治」逝世，終年14歲。

## 种
- Achatinella亚属 Achatinella
  - 金顶夏威夷树蜗 Achatinella apexfulva Dixon, 1789
  - Achatinella cestus Newcomb, 1853
  - Achatinella concavospira Pfeiffer, 1859
  - †优雅夏威夷树蜗 Achatinella decora Férussac, 1821
  - Achatinella leucorraphe（英语：Achatinella leucorraphe） Gulick, 1873
  - Achatinella lorata（英语：Achatinella lorata） Férussac, 1824
  - Achatinella mustelina（英语：Achatinella mustelina） Mighels, 1845
  - Achatinella swiftii（英语：Achatinella swiftii） Newcomb, 1853
  - 肿胀夏威夷树蜗 Achatinella turgida Newcomb, 1853
  - †强壮夏威夷树蜗 Achatinella valida Pfeiffer, 1855
  - 条纹夏威夷树蜗（英语：Achatinella vittata） Achatinella vittata Reeve, 1850

- Bulimella亚属 Bulimella
  - †短身夏威夷树蜗（英语：Achatinella abbreviata） Achatinella abbreviata Reeve, 1850
  - Achatinella bulimoides（英语：Achatinella bulimoides） Swainson, 1828
  - 布氏夏威夷树蜗（英语：Achatinella byronii） Achatinella byronii Wood, 1828
  - Achatinella decipiens（英语：Achatinella decipiens） Newcomb, 1854
  - Achatinella fuscobasis（英语：Achatinella fuscobasis） E. A. Smith, 1873
  - Achatinella lila（英语：Achatinella lila） Pilsbry, 1914
  - Achatinella pulcherrima（英语：Achatinella pulcherrima） Swainson, 1828
  - Achatinella pupukanioe（英语：Achatinella pupukanioe） Pilsbry & Cooke, 1914
  - Achatinella sowerbyana（英语：Achatinella sowerbyana） Pfeiffer, 1855
  - Achatinella taeniolata（英语：Achatinella taeniolata） Pfeiffer, 1846
  - Achatinella viridans（英语：Achatinella viridans） Mighels, 1845
  - †Achatinella elegans（英语：Achatinella elegans） Newcomb, 1853

- Achatinellastrum亚属 Achatinellastrum
  - Achatinella bellula（英语：Achatinella bellula） E. A. Smith, 1873
  - †Achatinella buddii（英语：Achatinella buddii） Newcomb, 1853
  - †Achatinella casta（英语：Achatinella casta） Newcomb, 1853
  - †Achatinella caesia（英语：Achatinella caesia） Gulick, 1858
  - Achatinella curta（英语：Achatinella curta） Newcomb, 1853
  - †Achatinella dimorpha（英语：Achatinella dimorpha） Gulick, 1858
  - 光辉夏威夷树蜗 Achatinella fulgens Newcomb, 1853
  - †Achatinella juddii（英语：Achatinella juddii） Baldwin, 1895
  - †Achatinella juncea（英语：Achatinella juncea） Gulick, 1856
  - †Achatinella lehuiensis E. A. Smith, 1873
  - †Achatinella livida Swainson, 1828
  - †Achatinella papyracea（英语：Achatinella papyracea） Gulick, 1856
  - Achatinella phaeozona（英语：Achatinella phaeozona） Gulick, 1856
  - †Achatinella spaldingi（英语：Achatinella spaldingi） Pilsbry & Cooke, 1914
  - Achatinella stewartii（英语：Achatinella stewartii） Green, 1827
  - †Achatinella thaanumi（英语：Achatinella thaanumi） Pilsbry & Cooke, 1914
  - Achatinella vulpina（英语：Achatinella vulpina） Férussac, 1824

## 外部連結
- ExploreBiodiversity - Hawaiian Tree Snails （页面存档备份，存于）（英文）